# Европско првенство у америчком фудбалу 2018.
Европско првенство у америчком фудбалу 2018. биће четрнаесто континентално репрезентативно такмичење у америчком фудбалу. Одржаће се у Немачкој, у Берлину током јуна 2018. године и на њему ће учестовати укупно шест репрезентација. Бранилац титуле је Немачка, а осим ње учествоваће и Аустрија, Француска, Финска и два победника квалификација.

## Квалификације
Квалификације за Европско првенство почеле су током 2015. године и састоје се из три круга.

### Први круг
У првом кругу учествовало је дванаест репрезентација од којих је шест изборило пласман у наредну рунду такмичења. Утакмице су игране у периоду од августа до октобра 2015. године.
| Датум              | Место                   | Репрезентација | Репрезентација | Резултат |
| ------------------ | ----------------------- | -------------- | -------------- | -------- |
| 30. август 2015    | Алкоркон, Шпанија       | Шпанија        | Израел         | 20:28    |
| 26. септембар 2015 | Базел, Швајцарска       | Швајцарска     | Словачка       | 21:0     |
| 10. октобар 2015   | Санкт Петербург, Русија | Русија         | Норвешка       | 20:0     |
| 10. октобар 2015   | Београд, Србија         | Србија         | Мађарска       | 56:0     |
| 11. октобар 2015   | Пардубице, Чешка        | Чешка          | Пољска         | 14:7     |
| 24. октобар 2015   | Валвејк, Холандија      | Холандија      | Белгија        | 17:3     |

### Други круг
У другом кругу учестовале су репрезентације које су се квалификовале кроз први круг и домаћини два турнира Италија и Уједињено Краљевство. Турнири су одржани током септембра 2016. године.
| Датум             | Репрезентација | Репрезентација | Резултат |
| ----------------- | -------------- | -------------- | -------- |
| Полуфинале        |                |                |          |
| 2. септембар 2016 | Италија        | Израел         | 40:10    |
| 2. септембар 2016 | Србија         | Швајцарска     | 17:0     |
| Треће место       |                |                |          |
| 4. септембар 2016 | Израел         | Швајцарска     | 0:51     |
| Финале            |                |                |          |
| 4. септембар 2016 | Италија        | Србија         | 17:14    |

| Датум              | Репрезентација       | Репрезентација | Резултат |
| ------------------ | -------------------- | -------------- | -------- |
| Полуфинале         |                      |                |          |
| 16. септембар 2016 | Уједињено Краљевство | Русија         | 30:3     |
| 16. септембар 2016 | Чешка                | Холандија      | 20:13    |
| Треће место        |                      |                |          |
| 18. септембар 2016 | Холандија            | Русија         | 17:6     |
| Финале             |                      |                |          |
| 18. септембар 2016 | Уједињено Краљевство | Чешка          | 38:19    |

### Трећи круг
Победници турнира у Италији и Великој Британији, састаће се у трећем кругу са Шведском и Данском током 2017. године. Репрезентације коју буду боље у те две утакмице иду на завршни турнир у Немачкој.

## Завршни турнир
На завршном турниру наступају домаћин Немачка, затим Аустрија, Француска, Финска и два победника квалификација.